# MacFamilyTree
MacFamilyTree (FamilyTree в переводе с англ. — «семейное дерево») — генеалогическое приложение, разработанное немецкой компанией Synium Software. Программа разработана исключительно для операционной системы Mac OS X. Также существует видоизмененная программа MobileFamilyTree, разработанная для среды Apple iOS, которая синхронизирует данные с приложением на компьютере.

## Возможности
Программа позволяет пользователю создавать семейное древо и отображать его несколькими способами. Инструменты, используемые при работе с семейным древом: внесение данных по каждому члену семьи, внесение данных по семьям, виртуальное дерево, семейный ассистент, диаграмма потомков и предков, веерная диаграмма, шкала времени, виртуальный глобус, семейная диаграмма, генограмма, медиатека, отчёты о персонах в дереве.
Программа позволяет импортировать данные в формате GEDCOM с кодировкой UTF либо в формате ANSI. Программа позволяет экспортировать данные в HTML-стандарт. По ссылке представлен образец использования данной программы для импорта данных в HTML формат. Программа поддерживает следующие языки:
- английский
- датский
- немецкий
- голландский
- русский
- французский
- финский
- итальянский
- шведский
- испанский